# Кестнер, Эрих

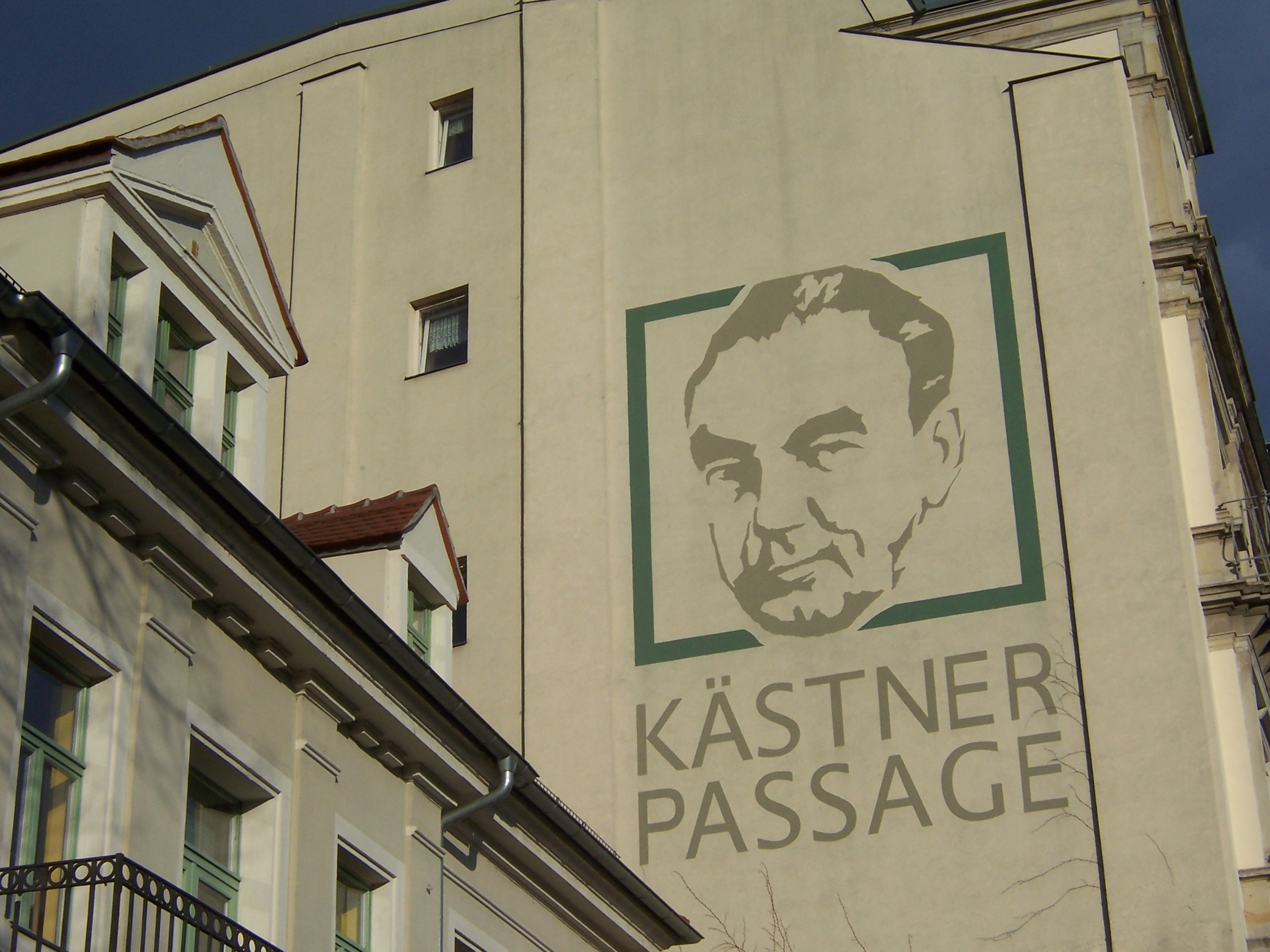
Портрет Эриха Кестнера на доме в Дрездене

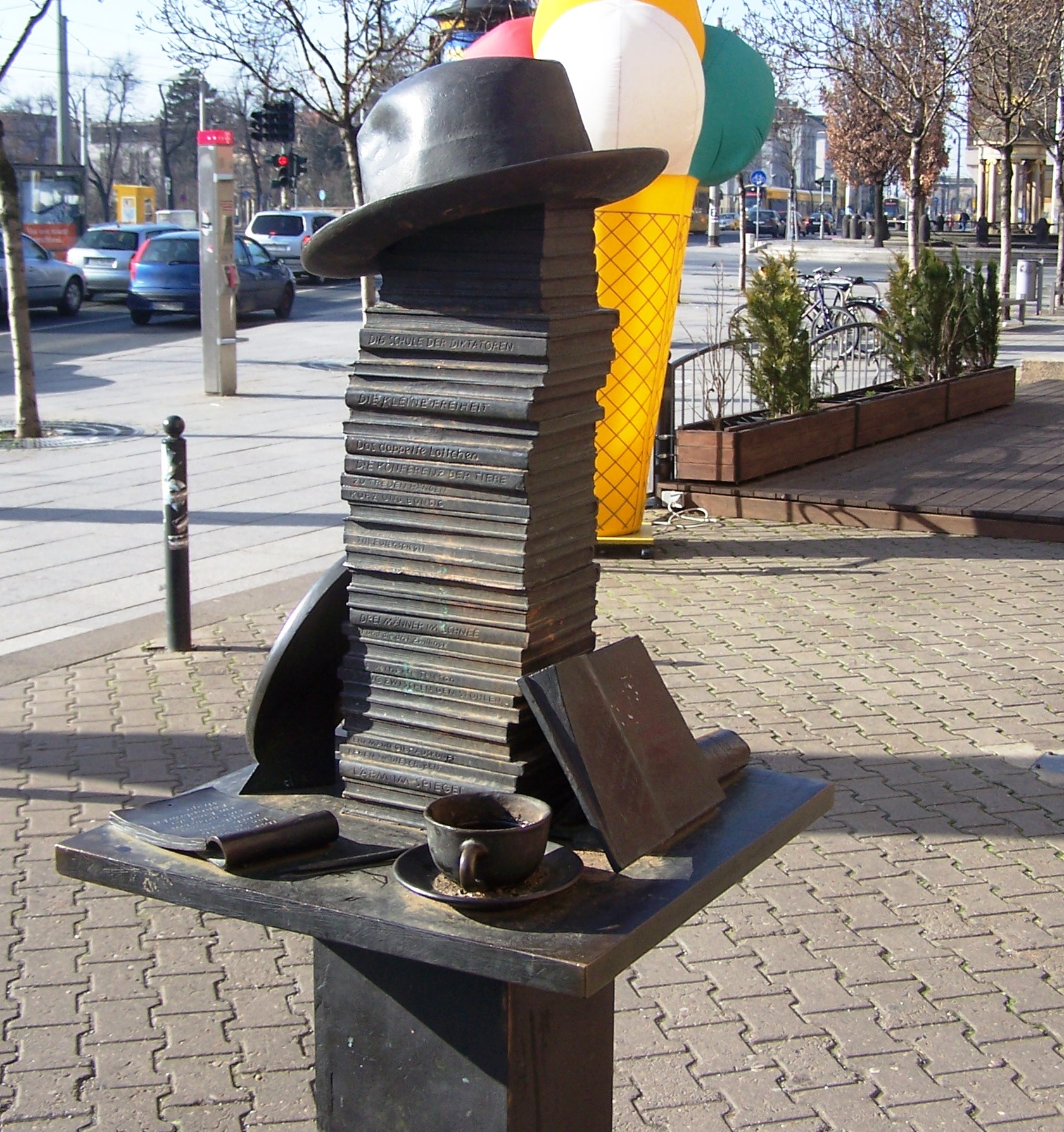
Памятник Эриху Кестнеру в Дрездене

Эми́ль Э́рих Ке́стнер (нем. Emil Erich Kästner; 23 февраля 1899, Дрезден — 29 июля 1974, Мюнхен) — немецкий писатель, поэт, сценарист и кабаретист. Популярность в Германии Эрих Кестнер завоевал благодаря своим полным искромётного юмора произведениям для детей и сатирической поэзии на злободневные темы.

## Биография

### Дрезден (1899—1919)
Эрих Кестнер вырос в мелкобуржуазной семье в дрезденском районе Ойсере Нойштадт (нем. Äußere Neustadt) на улице Кёнигсбрюкер Штрассе (нем. Königsbrücker Straße). Недалеко от неё на первом этаже виллы его дяди Франца Августина сейчас располагается музей Эриха Кестнера. Отец Кестнера Эмиль (1867—1957) был седельником и обойщиком, работал на чемоданной фабрике, мать Ида Кестнер (1871—1951), урождённая Августин, была домработницей, затем надомницей, а в середине 1930-х годов стала парикмахером. Отец никак не участвовал в воспитании сына, проводил время вне дома и на собраниях социал-демократов. Эриха связывали с матерью очень тесные узы, что определило его становление как человека и художника. Находясь в Берлине и Лейпциге, он ежедневно сочинял для своей матери трогательные письма и открытки. Отношение к матери нашло своё отражение и в произведениях Кестнера. Ходили слухи о том, что отцом Эриха был семейный врач Кестнеров, еврей Эмиль Циммерманн (1864—1953), но они так и не нашли своего подтверждения.
В 1913 году Эрих поступил на дрезденские учительские курсы (Das Freiherrlich von Fletschersche Lehrerseminar), готовясь стать учителем народной школы (нем. Volksschule), однако спустя три года, за год до их окончания, был вынужден прервать педагогическое образование, так как был призван в армию. Любовь к профессии учителя он сохранил на всю жизнь и позднее описал многое из своих воспоминаний в книге «Летающая классная комната» (нем. Das fliegende Klassenzimmer, 1933). Воспоминания о детских годах писатель изложил в вышедшем в 1957 году автобиографическом произведении «Когда я был маленьким» (нем. Als ich ein kleiner Junge war). Детство кончилось для Кестнера с началом Первой мировой войны. В 1917 году он был призван на военную службу, и «заканчивать обучение» ему пришлось в роте тяжёлой артиллерии, где он прослужил один год. Тяжести этого «обучения» — военная жизнь, суровые испытания и жестокость, с которой он столкнулся в то время, — сыграли большую роль в формировании антимилитаристских взглядов молодого Кестнера. Своего обидчика, муштровавшего его сержанта Вауриха, виновного в ставшем позже хроническим заболевании сердца Кестнера, поэт вывел в одноимённом сатирическом стихотворении «Sergeant Waurich». После окончания Первой мировой войны Кестнер сдал на отлично все экзамены на аттестат зрелости в реформаторской дрезденской гимназии им. Короля Георга (нем. König-Georg-Gymnasium) и получил за это Золотую стипендию от муниципалитета города Дрездена.

### Лейпциг (1919—1927)
Осенью 1919 года Кестнер поступил в Лейпцигский университет, где изучал историю, философию, германистику и театроведение. Сложная экономическая ситуация и тяжёлое материальное положение заставляли Кестнера подрабатывать: он продавал духи, работал на биржевого маклера. В 1925 году Кестнер защитил диссертацию на тему «Фридрих Великий и немецкая литература». Вскоре деньги на учёбу Кестнер стал зарабатывать журналистикой и театральной критикой в литературной колонке газеты Neue Leipziger Zeitung. В 1927 году всё более критически настроенного Кестнера уволили после выхода эротической поэмы «Ночная песнь камерного виртуоза» с фривольными иллюстрациями Эриха Озера. В том же году Кестнер переехал в Берлин, где продолжал работу в качестве внештатного корреспондента отдела культуры лейпцигской газеты «Нойе Лейпцигер Цайтунг» (нем. Neue Leipziger Zeitung) под псевдонимом Бертольд Бюргер. Позднее Кестнер публиковался и под другими псевдонимами: Мельхиор Курц, Петер Флинт и Роберт Нойнер.
В приложении для детей выпускаемой лейпцигским издательством Отто Байера семейной газеты «Байерс фюр Алле» (нем. Beyers für Alle; с 1928 года газета стала детской и выходила под названием Kinder-Zeitung für alle von Klaus und Klaere) в 1926—1932 годах под псевдонимами «Клаус» и «Клэре» вышло почти 200 историй, стихов, загадок и небольших фельетонов, которые, как установлено на сегодняшний день, были написаны, видимо, большей частью Кестнером.

### Берлин (1927—1933)
Годы с 1927 года до падения Веймарской республики в 1933 году, проведённые в Берлине, считаются самым продуктивным периодом в жизни Кестнера. За несколько лет Кестнер стал одной из самых значительных фигур в берлинских кругах интеллигенции. Он публиковал свои стихи, комментарии, репортажи и рецензии в различных периодических изданиях Берлина, сотрудничал на регулярной основе со многими ежедневными газетами: «Берлинер Тагеблатт» (нем. Berliner Tageblatt), «Фоссише Цайтунг» (нем. Vossische Zeitung) и «Ди Вельтбюне» (нем. Die Weltbühne). Биографы Кестнера называют цифру в 350 статей, написанных в период с 1923 по 1933 год. Фактически же их наверняка было больше. Многие работы Кестнера были утеряны во время пожара в его квартире в феврале 1944 года.
В 1928 году в свет вышла первая книга Эриха Кестнера из серии сборников сатирических стихов лейпцигского периода под названием «Сердце на талии» (нем. Herz auf Taille), а до 1933 года вышло ещё три поэтических сборника. Сборник «Прикладная лирика» (нем. Gebrauchslyrik) вывел Кестнера в лидеры художественного течения «новая вещественность».
В октябре 1929 года была опубликована первая детская книжка Кестнера «Эмиль и сыщики» (нем. Emil und die Detektive), пользующаяся успехом и сейчас. Книга была распродана в Германии тиражом более двух миллионов и переведена на 59 языков. В отличие от детской литературы того времени с его стерильным миром сказок, действие романа Кестнера разворачивалось в современном большом Берлине. На современный сюжет написаны и две другие детские книжки: «Кнопка и Антон» (нем. Pünktchen und Anton, 1931) и «Летающая классная комната» (нем. Das fliegende Klassenzimmer, 1933). Свой вклад в успех книг Кестнера внёс иллюстратор Вальтер Трир.
Экранизация «Эмиля и сыщиков» (1931 год, режиссёр Герхард Лампрехт) пользовалась большим успехом. Кестнер, однако, остался недоволен сценарием, написанным Лампрехтом и Билли Уайлдером. Позднее Кестнер сам писал сценарии для киностудии UFA в Бабельсберге.
Единственным романом, имеющим литературное значение, считается опубликованный в 1931 году «Фабиан. История одного моралиста» (Fabian. Die Geschichte eines Moralisten). Написанный почти в кинематографической манере роман рассказывает о Берлине начала 1930-х годов. В своём описании жизни безработного филолога-германиста Якоба Фабиана Кестнер отразил темп и суету того времени на фоне заката Веймарской республики.
С 1927 по 1929 год Кестнер проживал в берлинском районе Вильмерсдорф на Пражской улице, 6 (нем. Prager Straße), а с 1929 по 1944 год — на Рошерштрассе (нем. Roscherstraße) в районе Шарлоттенбург.

### Берлин (1933—1945)
После прихода нацистов к власти в 1933 году Кестнер, в отличие от большинства своих коллег, критиковавших национал-социализм, остался в стране. Он выезжал на некоторое время в Италию, в Мерано, и Швейцарию, однако вернулся в Берлин. Кестнер объяснял своё поведение, в частности, желанием быть очевидцем происходящего. Помимо этого, Кестнер не хотел оставлять в одиночестве свою мать.
Кестнер несколько раз допрашивался в гестапо и был исключён из союза писателей. Его произведения были среди тех, что попали в огонь на Опернплац в Берлине в 1933 году как «противоречащие немецкому духу». Кестнер сам наблюдал за происходящим, стоя в толпе на площади. Публикация произведений Кестнера в Третьем рейхе была запрещена. В Швейцарии Кестнеру удалось опубликовать безобидный развлекательный роман «Трое в снегу» (нем. Drei Männer im Schnee, 1934). В качестве исключения Кестнеру было позволено написать сценарий для нашумевшего фильма «Мюнхгаузен».
В 1944 году квартира Кестнера в Шарлоттенбурге была разрушена попаданием бомбы. Чтобы не погибнуть при штурме Берлина советскими войсками, в начале 1945 года Кестнеру удалось выехать с киногруппой якобы на съёмки в Тироль, в посёлок Майрхофен, где он пробыл до окончания войны. Это время Кестнер описал в своём дневнике «Нотабене 45» (нем. Notabene 45), опубликованном в 1961 году.

### Мюнхен (1945—1974)
После Второй мировой войны Кестнер переехал в Мюнхен, где руководил отделом фельетонов мюнхенской газеты «Нойе Цайтунг» (нем. Neue Zeitung) и издавал журнал для детей и юношества «Пингвин» (Pinguin). В Мюнхене Кестнер принимал активное участие в деятельности литературных кабаре, в частности, сочинял для «Ди Шаубуде» (нем. Die Schaubude, 1945—1948) и «Ди Кляйне Фрайхайт» (нем. Die Kleine Freiheit, с 1951), а также для радио. В это время были созданы многочисленные номера, песни, радиоспектакли, речи и эссе на волновавшие его темы нацизма, войны и действительности в разрушенной и разоренной Германии.
К этому периоду относится написание в 1949 году повести «Две Лотты (нем. Das doppelte Lottchen)», получившей очень широкую известность благодаря более чем полутора десяткам экранизаций в разных странах (в Германии, Великобритании, Индии, Иране, Корее, США, Швеции, Японии), первая из которых была снята уже в 1950 году, последняя (на настоящий момент) — в 2017 году.
За всю свою жизнь Кестнер так и не женился, хотя имел внебрачные связи. Две свои последние детские книги «Маленький Макс» (нем. Der kleine Mann) и «Маленький Макс и маленькая мисс» (также известна как «Мальчик и девочка из спичечной коробки»; нем. Der kleine Mann und die kleine Miss) Кестнер написал для своего внебрачного сына Томаса, родившегося в 1957 году.
В 1960 году Эрих Кестнер был награждён премией имени Ханса Кристиана Андерсена.
Кестнер умер в мюнхенской клинике Нойперлах от рака пищевода и похоронен на кладбище св. Георга в Богенхаузене.

## Популярность в Израиле
Произведения Кестнера были очень популярны в Израиле в 1950—1960-х годах, что является интересным явлением, так как после войны израильтяне крайне враждебно относились ко всему немецкому. Таким образом, Кестнер стал «послом мира» между Израилем и Германией.

## Произведения и их дальнейшее использование в культуре
- Когда я был маленьким
- Эмиль и сыщики

На основе сюжета был в разных странах снят ряд полнометражных фильмов, в том числе, три германских (в 1931, 1954 и 2001 годах), британский (в 1935 году) и американский (1964, студия Дисней). В Великобритании сюжет также был экранизирован в форме мини-сериала 1952 года.
- Эмиль и трое близнецов
- Мальчик из спичечной коробки (перевод на русский К. П. Богатырёва)
- Кнопка и Антон

На основе сюжета в Германии было снято два одноимённых полнометражных фильма (1953, реж. Томас Энгель и 1999, реж. Каролина Линк), издана комикс-версия истории (Изабель Крайц, Гамбург, 2009), поставлена детская опера (2010).
- Две Лотты / Двойная Лоттхен / Проделки близнецов

На основе сюжета был в разных странах снят ряд полнометражных фильмов, в том числе, несколько германских (1950, 1994, 2017), японских (1951, 1962), британский (1953), несколько американских (1961, 1995, 1998), индийских (не менее пяти — в 1965, 1966, 1967, 1974 и 1976 годах, соответственно на тамильском языке, телугу, хинди, малаялам и каннада), снят аниме-сериал и анимационный фильм (2007).
- Летающий класс

Сюжет, с некоторыми изменениями для соответствия времени, был трижды экранизирован в Германии: в 1954 (реж. Курт Хофман), 1973 (реж Вернер Якобс) и 2003 годах (реж. Томи Виганд).
- Роман «Фабиан» был экранизирован в 1980 году Вольфом Греммом. Заглавную роль сыграл Ханс Петер Хальвакс.